# امیر کلاهدوز
امیر کلاهدوز (زادهٔ ۱۷ دی ۱۳۷۱) دوچرخه‌سوار اهل ایران است.
از باشگاه‌هایی که در آن رکاب زده است می‌توان به تیم دوچرخه‌سواری پتروشیمی تبریز اشاره کرد.